# Mangniu He (vattendrag i Kina, Heilongjiang)
Mangniu He är ett vattendrag i Kina. Det ligger i provinsen Heilongjiang, i den nordöstra delen av landet, omkring 74 kilometer söder om provinshuvudstaden Harbin.
Genomsnittlig årsnederbörd är 794 millimeter. Den regnigaste månaden är juli, med i genomsnitt 166 mm nederbörd, och den torraste är januari, med 6 mm nederbörd.